# Municipio de Yates (Illinois)
El municipio de Yates (en inglés: Yates Township) es un municipio ubicado en el condado de McLean en el estado estadounidense de Illinois. En el año 2010 tenía una población de 287 habitantes y una densidad poblacional de 3,03 personas por km².

## Geografía
El municipio de Yates se encuentra ubicado en las coordenadas 40°43′14″N 88°37′55″O / 40.72056, -88.63194. Según la Oficina del Censo de los Estados Unidos, el municipio tiene una superficie total de 94.6 km², de la cual 94,58 km² corresponden a tierra firme y (0,02 %) 0,02 km² es agua.

## Demografía
Según el censo de 2010, había 287 personas residiendo en el municipio de Yates. La densidad de población era de 3,03 hab./km². De los 287 habitantes, el municipio de Yates estaba compuesto por el 93,73 % blancos, el 2,09 % eran afroamericanos, el 1,39 % eran de otras razas y el 2,79 % eran de una mezcla de razas. Del total de la población el 3,48 % eran hispanos o latinos de cualquier raza.